# Йоанис Турундзияс
Йоанис (Нанос) Георгиу Турундзияс (на гръцки: Ιωάννης (Νάν(ν)ος) Γεωργίου Τουρούντζιας) е гръцки учен и революционер, герой от Гръцката война за независимост.

## Биография
Йоанис Турундзияс е роден в богато семейство в средата на XVIII век в западномакедонския град Сятища, тогава Османската империя, днес Гърция. По-голям брат е на Теохарис Турундзияс и сподвижник на Ригас Велестинлис. Йоанис Турундзияс наследява богатството на баща си Георгиос, като най-голям син, разполагайки с имоти в родния си град. Заедно с брат си се занимава с търговия във Виена. В 1794 година емигрира в Земун, за да преподава в града. Съпругата му работи като учителка в Сятища.
След драматичния арест на брат му и затварянето му в затвор в Белград през юни 1798 година, Йоанис се завръща в Сятища. Йоанис Турундзияс взима участие в Гръцката война за независимост от 1821 година. Умира в битката на остров Псара в 1824 година.